# أموكو (علامة تجارية)
أموكو (/ˈæməkoʊ/ AM-ə-koh) هي علامة تجارية لمحطات الوقود العاملة في الولايات المتحدة والمملوكة لشركة بي بي البريطانية منذ عام 1998. كانت شركة أموكو (بالإنجليزية: Amoco Corporation) شركة كيميائية ونفطية أمريكية، أسستها شركة ستاندرد أويل في عام 1889 حول مصفاة في وايتنج، إنديانا، وكانت رسميًا شركة ستاندرد أويل في إنديانا (بالإنجليزية: Standard Oil Company of Indiana) حتى عام 1985. في عام 1911، أصبحت شركة مستقلة كجزء من تفكك صندوق ستاندرد أويل. تأسست الشركة في ولاية إنديانا، وكان مقرها الرئيسي في شيكاغو.
في عام 1925، استحوذت شركة ستاندرد أويل أوف إنديانا على شركة أميركان أويل (بالإنجليزية: American Oil Company)، التي تأسست في بالتيمور عام 1910، وتم دمجها في عام 1922، على يد لويس بلاوشتاين وابنه جاكوب. قامت الشركة المدمجة بتشغيل أو ترخيص محطات الوقود تحت اسم ستاندر والاسم أمريكي أو أموكو وأصبح شعارها باستخدام هذه الأسماء بيضاويًا أحمر وأبيض وأزرق مع شعلة في المنتصف. وبحلول منتصف القرن العشرين، أصبحت الشركة تُعتبر أكبر شركة نفط في الولايات المتحدة. في عام 1985، غيرت اسمها المؤسسي إلى أموكو.
شملت ابتكارات الشركة جزأين أساسيين من الصناعة الحديثة، شاحنة صهريج البنزين ومحطة تعبئة الوقود. وقد تم تسويق بنزين "أموكو سوبر بريميوم" الخالي من الرصاص بعقود من الزمن قبل أن تؤدي المخاوف البيئية في نهاية المطاف إلى التخلص التدريجي من البنزين المحتوي على الرصاص في جميع أنحاء الولايات المتحدة. كان المقر الرئيسي لشركة أموكو يقع في مبنى أموكو (يُسمى أيضًا مبنى ستاندرد أويل، ويُلقب بـ"بيج ستان"، وهو الآن مركز أون) في شيكاغو، إلينوي.
اندمجت شركة أموكو مع شركة بي بي في ديسمبر 1998 لتشكيل شركة بي بي أموكو، والتي تم تغيير اسمها إلى بي بي في عام 2001. تم وضع العلامة التجارية أموكو على مضخة الغاز لأعلى مزيج أوكتان 93. لقد أدى تسرب النفط من منصة ديب ووتر هورايزون في عام 2010 إلى تشويه سمعة العلامة التجارية لشركة بي بي في الولايات المتحدة، مما أدى إلى إعادة التفكير في العلامة التجارية للولايات المتحدة. في أكتوبر 2017، أعلنت شركة بي بي عن إعادة تقديم محطات العلامة التجارية أموكو في أسواق أمريكية مختارة. اعتبارًا من عام 2023، كان هناك أكثر من 600 محطة أموكو جديدة في شرق وغرب الولايات المتحدة.

## التاريخ

### شركة ستاندرد أويل أوف إنديانا
تأسست شركة ستاندرد أويل أوف إنديانا في عام 1889 على يد جون دي روكفلر كجزء من صندوق ستاندرد أويل. تركزت عمليات الشركة حول مصفاة وايتنج الواقعة على بحيرة ميشيغان، وبدأت عملياتها لأول مرة في عام 1890. في عام 1910، ومع تزايد استخدام السيارات، قررت شركة إنديانا ستاندرد التخصص في توفير البنزين للمستهلكين. في عام 1911، وهو العام الذي أصبحت فيه الشركة مستقلة عن صندوق ستاندرد أويل، باعت 88% من البنزين والكيروسين المباع في الغرب الأوسط. في عام 1912، افتتحت أول محطة خدمة وقود لها في مينيابوليس، مينيسوتا.
عندما تم تفكيك شركة ستاندرد أويل تراست في عام 1911، تم تعيين شركة إنديانا ستاندرد في منطقة تسويقية تغطي معظم منطقة الغرب الأوسط للولايات المتحدة، بما في ذلك إنديانا وميشيغان وإلينوي وويسكونسن ومينيسوتا وداكوتا الشمالية وداكوتا الجنوبية وأيوا وكانساس وميسوري. كانت لها الحقوق الحصرية لاستخدام اسم ستاندر في المنطقة. وبعد فترة وجيزة، ابتكر العالم ويليام بيرتون من إنديانا ستاندرد طريقة جديدة لمعالجة النفط الخام، والتي تسمى التكسير الحراري، والتي سمحت للصناعة بإنتاج المزيد من النفط. قامت الشركة بترخيص العملية لـ 14 شركة بين عامي 1914 و1919، بما في ذلك الشركة الأم السابقة شركة ستاندرد أويل في نيوجيرسي. افتتحت الشركة مصفاة كاسبر في عام 1914.
في عام 1918، عينت صحيفة إنديانا ستاندرد العقيد روبرت دبليو ستيوارت كأول رئيس لها. في عهد ستيوارت، بدأت الشركة في الاستثمار في شركات نفط أخرى خارج منطقة تسويقها القياسية، بدءًا من شراء شركة ديكسي للنفط في لويزيانا في عام 1919 وحصة الثلث في شركة ميدويست للتكرير في عام 1920. بحلول يونيو 1921، أصبحت شركة ستاندرد أويل تمتلك 85% من أسهم شركة ميدويست.
بحلول عام 1922، كان لدى الشركة أيضًا مرافق في شوغر كريك بولاية ميسوري؛ وود ريفر بولاية إلينوي؛ وجريبول ولارامي في وايومنغ. كانت منشأة كاسبر أكبر مصفاة للبنزين في العالم في ذلك الوقت، حيث كانت تحول 1.35 مليون برميل من النفط الخام شهريًا إلى 615 ألف برميل من البنزين. في عشرينيات وثلاثينيات القرن العشرين، افتتحت شركة إنديانا ستاندرد العشرات من مرافق التكرير وحفر النفط. وبدمج عملية تكرير النفط الجديدة، أنشأت شركة إنديانا ستاندرد أعمالها الخاصة بالاستكشاف والإنتاج، ستانوليند، في عام 1931. وفي السنوات التالية، بدأت فترة من الاستكشاف المكثف والبحث عن الحقول الغنية بالنفط؛ حيث قامت الشركة بحفر أكثر من 1000 بئر في عام 1937 وحده.

### شراء شركة النفط الأمريكية
بعد العمل في شركة ستاندرد أويل، تمكن بلاوشتاين في النهاية من توفير ما يكفي من رأس المال لتأسيس شركته النفطية الخاصة مع ابنه في عام 1910. أطلقوا عليها اسم شركة النفط الأمريكية (أموكو). أسس بلاوشتاين شركته في عام 1922.
في عام 1923، باع آل بلاوشتاين نصف حصتهم في شركة أميركان أويل إلى شركة بان أميركان للبترول والنقل مقابل ضمان إمدادات النفط. قبل هذه الصفقة، اضطرت شركة أموكو إلى الاعتماد على شركة ستاندرد أويل أوف نيوجيرسي، وهي شركة منافسة، للحصول على إمداداتها. استحوذت شركة ستاندرد أويل أوف إنديانا على شركة بان أميركان في عام 1925، مما أدى إلى بداية ارتباط جون دي روكفلر باسم أموكو.
في أعقاب فضيحة تيبوت دوم سيئة السمعة، تم اكتشاف أن هاري سنكلير وروبرت ستيوارت وألبرت فول وآخرين كانوا يغسلون الأموال من خلال شركة وهمية تسمى شركة كونتيننتال للتجارة واستخدموا الأموال لشراء أكثر من 3 ملايين دولار من سندات الحرية خلال الحرب العالمية الأولى. وعلى الرغم من أن ستيوارت لم يُتهم بارتكاب أي جريمة، إلا أن جون د. روكفلر الابن طالب باستقالته. بعد صراع طويل بالوكالة بين الاثنين، تم عزل ستيوارت في النهاية في مارس 1929.

### خطوط الأنابيب ونقل النفط
في عام 1921، اشترت شركة إنديانا ستاندرد حصة نصفية في شركة سينكلير لأنابيب الأنابيب، وهي شركة تابعة لشركة سنكلير للنفط، والتي كانت تمتلك شبكة من خطوط أنابيب النفط الخام في منطقة الغرب الأوسط للولايات المتحدة. استحوذت شركة إنديانا ستاندرد على حصة بقيمة 36.7 مليون دولار في شركة بان أميركان للبترول والنقل، ‏ مما أعطى الشركة حصة في شركة أميركان أويل، التي كانت تسوق نصف نفط شركة بان أميركان للبترول والنقل في الولايات المتحدة. رفعت شركة إنديانا ستاندرد حصتها في شركة بان أمريكان للبترول والنقل إلى 81 بالمائة بحلول عام 1929. اندمجت الشركتان رسميًا في عام 1954.
في عام 1930، أكملت شركة ستانوليند عملية الاستحواذ على شركة سينكلير بايب لاين واستحوذت أيضًا على نصف شركة سينكلير لشراء النفط الخام. تم دمج جميع شركات خطوط الأنابيب في شركة ستانوليند لأنابيب النفط التي تم تشكيلها حديثًا. أصبحت عمليات شراء النفط الخام شركة ستانوليند لشراء النفط الخام. كان المقر الرئيسي لشركة خطوط الأنابيب موجودًا في مبنى فيلكيد في تولسا، أوكلاهوما. في عام 1950، تم دمج جميع أنشطة خطوط الأنابيب الخاصة بالشركة في كيان واحد، والذي أطلق عليه اسم شركة خطوط الأنابيب الخدمية. بحلول عام 1964، قامت الشركة بتشغيل 14.500 ميل من خطوط الأنابيب الواقعة في الجزء الأوسط من البلاد. لقد جمعت النفط الخام من 34.300 بئرًا ونقلته إلى 59 مصفاة، وسلمت ما بين 900.000 إلى 950.000 برميل يوميًا.

### البنزين الخالي من الرصاص
في حين كانت معظم شركات النفط تتحول إلى البنزين المحتوي على الرصاص بشكل جماعي خلال منتصف إلى أواخر عشرينيات القرن العشرين، اختارت شركة أميركان أويل الاستمرار في تسويق "أموكو غاز" عالي الجودة (لاحقًا أموكو سوبر بريميوم) كبنزين خالٍ من الرصاص باستخدام المواد العطرية بدلاً من رباعي إيثيل الرصاص لزيادة مستويات الأوكتان. كان هذا قبل عقود من الحركة البيئية في أوائل سبعينيات القرن العشرين والتي أدت إلى فرض ضوابط أكثر صرامة على انبعاثات السيارات، والتي فرضت في النهاية التخلص التدريجي الشامل من البنزين المحتوي على الرصاص.
تم بيع بنزين "أموكو" الخالي من الرصاص في محطات أميركان في شرق وجنوب الولايات المتحدة إلى جانب البنزين العادي الأميركي، وهو وقود يحتوي على الرصاص. بحلول عام 1970، تم تقديم أموكو الخالية من الرصاص في منطقة تسويق إنديانا ستاندرد في عام 1970. كانت البنزينات من نوع التاج الأحمر العادي والتاج الأبيض الممتاز (التي أصبحت فيما بعد جولد كراون سوبر بريميوم) التي تسوقها الشركة الأم نفط قياسي (إنديانا) في منطقة التسويق الرئيسية في الغرب الأوسط قبل عام 1961، تحتوي أيضًا على الرصاص. بحلول عام 1978، أوقفت شركة أموكو إنتاج الغاز المحتوي على الرصاص الممتاز.
في نوفمبر/تشرين الثاني 1986، وفي ظل الضغوط التي مارستها وكالة حماية البيئة لتقليص استخدام الرصاص في البنزين، أصبحت أموكو أول شركة نفط كبرى تعلن أنها ستوقف جميع مبيعات التجزئة للبنزين المحتوي على الرصاص. وبدلاً من ذلك، بدأت شركة أموكو في بيع بنزين متوسط الدرجة خالي من الرصاص بنسبة أوكتان 89 (نفس رقم البنزين العادي المحتوي على الرصاص)، إلى جانب عروضها الممتازة الخالية من الرصاص والعادية الخالية من الرصاص.

### الحرب العالمية الثانية
تلت هذه الفترة من الاستكشاف الحرب العالمية الثانية ؛ وشاركت شركة إنديانا ستاندرد في المجهود الحربي، واكتشفت وسائل جديدة للتكرير وحتى طريقة لإنتاج مادة TNT بسرعة وسهولة أكبر. بالإضافة إلى ذلك، ساهمت شركة إنديانا ستاندرد بشكل كبير في توفير الوقود الجوي والبري اللازم للجيوش المتحالفة. بالإضافة إلى ذلك، خلال الحرب العالمية الثانية، أنشأت شركة إنديانا ستاندرد قسمها الكيميائي، والذي تشكل من اندماج شركة بان أميركان للكيماويات وشركة إندويل للكيماويات.

### ما بعد الحرب
في أواخر أربعينيات القرن العشرين، وبعد الحرب العالمية الثانية، عادت شركة إنديانا ستاندرد إلى التركيز على تكرير النفط المحلي وتطويره. في عام 1947، كانت شركة إنديانا ستاندرد أول شركة تقوم بالحفر في البحر، في خليج المكسيك، وفي عام 1948، اخترعت شركة ستانوليند أويل تقنية التكسير الهيدروليكي للآبار هيدرافراك، والتي أدت إلى زيادة إنتاج النفط في جميع أنحاء العالم. في البداية، تم ترخيص عملية هيدرافراك حصريًا لشركة هاليبرتون.

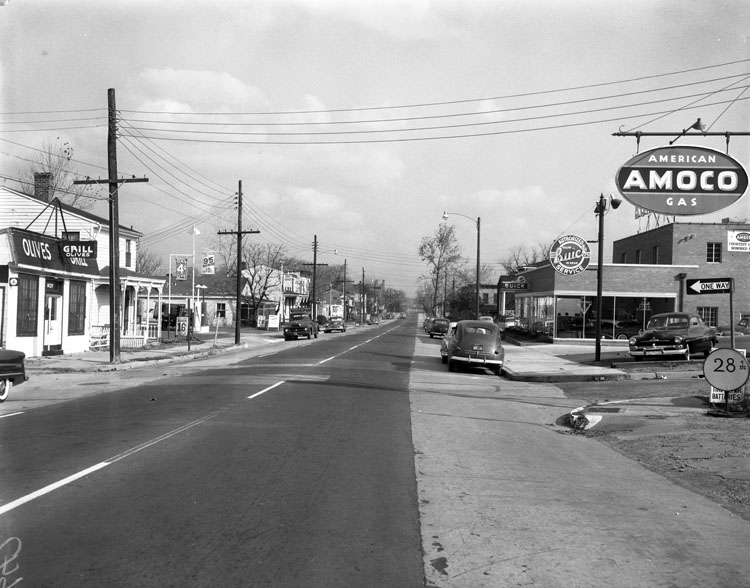
محطة أموكو في ريتشموند، 1954

بحلول أوائل الخمسينيات من القرن العشرين، تم تصنيف شركة ستاندرد أويل أوف إنديانا باعتبارها ثاني أكبر شركة نفط أمريكية بمبيعات إجمالية سنوية بلغت 1.5 مليار دولار. كانت لديها 12 مصفاة في الولايات المتحدة، وتسوق منتجاتها في 41 ولاية، وتمتلك 12,000 ميل (19,000 كـم) من خطوط أنابيب النفط الخام، 10,000 ميل (16,000 كـم) من خطوط الجذع، و 1,700 ميل (2,700 كـم) من خطوط أنابيب المنتجات.
في أكتوبر 1954، افتتحت شركة ستاندرد إنديانا مصفاة ماندان في ولاية داكوتا الشمالية تحت إشراف شركة النفط الأمريكية التابعة لها.

### توسيع الأعمال
في أواخر الخمسينيات وأوائل الستينيات، بدأت شركة إنديانا ستاندرد في تنويع أصولها. وقادت مرة أخرى الطريق بالاكتشافات العلمية والتكنولوجية.[بحاجة لمصدر] اكتشفت شركة إنديانا ستاندرد مادة حمض التيريفثاليك، وهي مادة كيميائية تُستخدم في إنتاج ألياف البوليستر. في عام 1968، وبعد هذا الاكتشاف، استحوذت شركة إنديانا ستاندرد على شركة أفيسون وشركة باتشوغ-بليموث، لتشكيل شركة أموكو للأقمشة والألياف. بحلول عام 1992، كانت الشركة تحاول بيع مصانع الغزل التابعة لها في ألاباما وجورجيا.
قامت شركة منتجات أموكو الرغوية التابعة للشركة بتصنيع أكواب البوليسترين والأطباق وصواني الحمل وغيرها من المنتجات. تم بيع القسم لشركة تينيكو في يونيو 1996.

### أموكو
في عام 1956، تم تغيير علامة محطات بان آم في جنوب شرق الولايات المتحدة إلى محطات أموكو. في عام 1961، أعادت إنديانا ستاندرد تنظيم تسويقها ومنحت وحدة شركة النفط الأمريكي مسؤولية عمليات البيع بالتجزئة على الصعيد الوطني تحت اسم ستاندر داخل منطقة تسويق إنديانا ستاندرد (كولورادو، إلينوي، إنديانا، آيوا، كانساس، ميشيغان، مينيسوتا، ميسوري، مونتانا، نبراسكا، داكوتا الشمالية، أوكلاهوما، داكوتا الجنوبية، ويسكونسن، ووايومنغ) وتحت اسم أمريكي خارج تلك المنطقة. شاركت العلامتان التجاريتان نفس الشعلة المعاد تصميمها والشعار البيضاوي لسهولة التعرف عليهما على الصعيد الوطني. تم استبدال اسم يوتوكو المستخدم في المنطقة الجنوبية الغربية لشركة إنديانا ستاندرد باسم أمريكي. استمر استخدام اسم أموكو خارج الولايات المتحدة وكعلامة تجارية على بعض منتجات النفط الأمريكي.
وبعد فترة وجيزة، بدأت الشركة في التوسع. مع وجود مكتب استكشاف في كندا، أصبحت شركة إنديانا ستاندرد الآن شركة غاز دولية. أنشأت شركة إنديانا ستاندرد العديد من المصانع الجديدة وطالبت بالعديد من حقول النفط الجديدة خلال هذه الفترة الزمنية، حيث ازدهرت الشركة في فترة الطفرة التي أعقبت الحرب.
بحلول عام 1971، أصبحت جميع أقسام شركة إنديانا ستاندرد تحمل اسم أموكو، بما في ذلك شركة النفط الأمريكي التي أعيدت تسميتها إلى نفط أموكو، كما أعيدت تسمية محطات أمريكي إلى محطات أموكو. بحلول عام 1975، بدأت أموكو في إدخال اسم أموكو تدريجياً في منطقة مبيعات إنديانا ستاندرد القديمة. تمت إعادة تسمية شركة ستاندرد أويل (إنديانا) رسمياً إلى شركة أموكو في عام 1985. تم تغيير أسماء المرافق، مثل تلك الموجودة في كاسبر، باستخدام العلامة التجارية الجديدة.
استحوذت شركة أموكو في وقت لاحق على أصول شركة فيليبس بتروليوم في شركة جنرال أميركان أويل، والتي تم الاستحواذ عليها في عام 1983.
تم بناء محطة كارلين أموكو في رونوك، فيرجينيا، حوالي عام 1947؛ وتم إدراجها في السجل الوطني للأماكن التاريخية في عام 2012.

### التوسع العالمي

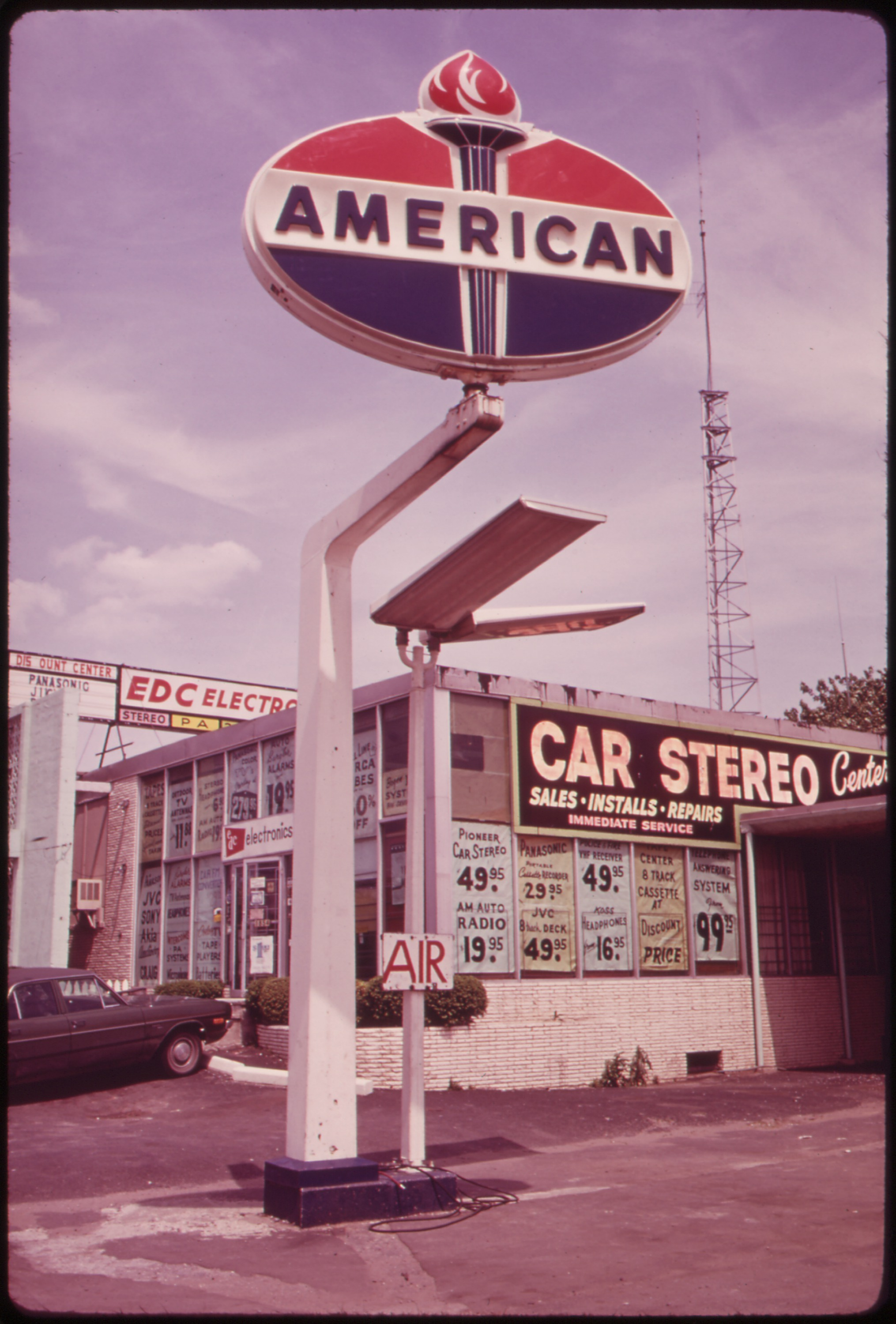
المحطة الأمريكية في شارع هايلان، مدينة نيويورك، 1973

أنشأت شركة معيار إنديانا عملياتها في فنزويلا خلال عشرينيات القرن العشرين في عهد الدكتاتور خوان فيسينتي جوميز. ومع ذلك، بحلول عام 1932، أثناء أسوأ فترات الكساد الأعظم، باعت الشركة حصصها لشركة ستاندرد أويل في نيوجيرسي.
في عام 1958، توجهت إنديانا مرة أخرى إلى الخارج من خلال توقيع اتفاقية مع إيران لتطوير المصالح النفطية في الدولة الواقعة في الشرق الأوسط، وكان هذا بمثابة أول توسع للشركة في الشرق الأوسط. ومع ذلك، خلال الثورة الإيرانية عام 1978، واجهت ولاية إنديانا تحديات كبيرة مع تصاعد الاضطرابات السياسية. وأغلقت الشركة على الفور عملياتها في إيران وأجلت جميع الموظفين الأميركيين بعد أن تلقوا تهديدات بالقتل. وقد مثل هذا انسحاب شركة أموكو الكامل من إيران.
في العقود التالية، توسعت شركة أموكو عالميًا، حيث أنشأت مصانع وآبار نفط أو أسواقًا في أكثر من 30 دولة، بما في ذلك إيطاليا وأستراليا (التي استحوذت عليها شركة بي بي في عام 1984)، وبريطانيا وبلجيكا والبرازيل والأرجنتين وكوريا الجنوبية وتايوان وباكستان والنرويج وفنزويلا وروسيا والصين باكستان وتوباغو ومصر وألمانيا الغربية. بالإضافة إلى ذلك، استحوذت الشركة أيضًا على قسم من شركة تينيكو للنفط وشركة دوم للبترول المحدودة لتصبح واحدة من أكبر شركات النفط في العالم.
في أبريل 1981، تمت إعادة تنظيم شركة أموكو للإنتاج، وأموكو أويل، وأموكو كيميكالز، وأموكو مينيرالز – وحداتها الرئيسية الأربع إلى شركات تشغيلية عالمية – إلى شركات تشغيلية عالمية. تم دمج شركة أموكو الدولية للنفط أيضًا في شركة أموكو للإنتاج، مع نقل عمليات التكرير والتسويق إلى أموكو أويل وجعل عمليات النقل البحري جزءًا من قسم الإمداد والتكنولوجيا في إنديانا ستاندرد.
في يوليو 1988، استحوذت شركة أموكو على شركة دوم بتروليوم، وهي شركة كندية. بحلول عام 1989، أصبحت شركة أموكو خامس أكبر بائع للبنزين في الولايات المتحدة بأكثر من 14000 محطة في 30 ولاية.
في عام 1994 شاركت شركة أموكو في اتحاد مع تسع شركات أخرى وقعت اتفاقية مع حكومة أذربيجان للحصول على حقوق حصرية لتطوير حقول النفط في بحر قزوين. وفي عام 1994 أيضًا، اندمجت شركة أموكو مع منافسيها شل أويل وإكسون لبناء منصة نفط بحرية بقيمة مليار دولار في خليج المكسيك، وهي الأعمق في العالم في ذلك الوقت.

### الاندماج مع شركة بي بي
وبحلول نهاية تسعينيات القرن العشرين، هبطت أسعار النفط العالمية إلى أدنى مستوياتها منذ أكثر من عقد من الزمان. وأعلنت شركة أموكو، رابع أكبر منتج للنفط في الولايات المتحدة في ذلك الوقت، عن انخفاض أرباحها بنسبة 50% في الربع الثاني من عام 1998. ويعتقد المحللون أن شركة أموكو تضررت بسبب افتقارها إلى مرافق التكرير الدولية. في 11 أغسطس 1998، أعلنت شركة أموكو أنها ستندمج مع شركة بي بي في أكبر اندماج صناعي في العالم.
ورغم أن الإعلان كان بمثابة اندماج بين طرفين متساويين، إلا أن شركة بي بي احتفظت بالسيطرة على الكيان الجديد. تم تقسيم سيطرة المساهمين بنسبة 60/40 لصالح مساهمي شركة بي بي. وكانت الشركة الجديدة تتمركز أيضًا في لندن، حيث كان مقر شركة بي بي، وكان الرئيس التنفيذي لشركة بي بي السير جون براون هو الذي يدير الشركة. وكان رئيس مجلس إدارة شركة بي بي بيتر سوثرلاند ورئيس مجلس إدارة شركة أموكو لاري فولر رئيسين مشاركين. وستؤدي الشركة الموحدة أيضًا إلى خفض 6000 وظيفة في جميع أنحاء العالم.
بذلت الشركة الجديدة جهودًا لتعزيز مكانتها من خلال الإعلان عن استحواذها على شركة أتلانتيك ريتشفيلد مقابل 26.8 مليار دولار في أبريل 1999. ولكن لم تتم الموافقة على الصفقة من قبل لجنة التجارة الفيدرالية الأمريكية إلا بعد موافقة شركة بي بي أموكو على بيع ممتلكات شركة أركو في ألاسكا بعد مرور عام واحد. وبعد ذلك قامت الشركة بتسريح 2000 موظف.
في أغسطس 1999، باعت شركة بي بي أموكو ممتلكاتها النفطية في غرب كندا مقابل 1.1 مليار دولار. في سبتمبر 2001، باعت شركة بي بي أموكو مصافيها في سولت ليك سيتي وماندان، داكوتا الشمالية إلى شركة تيسورو بتروليوم.
في الأصل، كانت الخطة هي تحويل جميع محطات خدمة بي بي في الولايات المتحدة إلى أموكو بينما كان من المقرر تحويل جميع محطات خدمة أموكو في الخارج إلى بي بي. ولكن بحلول عام 2004، أعلنت شركة بي بي أن جميع محطات خدمة أموكو سوف تُغلق أو تُعاد تسميتها إلى محطات خدمة بي بي، بما في ذلك المحطات المتبقية التي لا تزال تحمل اسم "ستاندرد".[بحاجة لمصدر] اختارت شركة بي بي أيضًا إعادة تسمية البنزين الخاص بها باسم أموكو، وتغيير عروضها المتوسطة والممتازة إلى العلامات التجارية سيلفر وألتميت التي استخدمتها أموكو. بحلول عام 2008، تم إيقاف اسم "أموكو فيولز" إلى حد كبير لصالح "بنزين بي بي مع إنفيجوريت". ومع ذلك، لا يزال اسم أموكو موجودًا حيث تواصل شركة بي بي بيع سيلفر وألتميت تحت اسم بي بي.
بالإضافة إلى ذلك، استمرت بعض محطات بي بي في العمل تحت اسم أموكو. تم تحويل معظمها إلى محطات تابعة لشركة بي بي، أو تم هدمها واستبدالها بمحطات على غرار بي بي، أو تم التخلي عنها، أو تحويلها إلى علامات تجارية منافسة. في الأول من أبريل عام 2010، في ولاية ميسيسيبي، اشترت شركة شيفرون بعض محطات الوقود التابعة لشركة بي بي، والتي كانت تحمل علامة أموكو، لتحويلها إلى العلامة التجارية تكساكو.
في أعقاب تسرب النفط من منصة ديب ووتر هورايزون في خليج المكسيك، كانت هناك تقارير في الصحافة تفيد بأن شركة بي بي كانت تعيد النظر في تغيير علامتها التجارية إلى أموكو في الولايات المتحدة. تحولت بعض محطات شركة بي بي المملوكة بشكل مستقل، بما في ذلك محطات أموكو السابقة، إلى علامة تجارية مختلفة بسبب التداعيات التي لحقت بالعلاقات العامة نتيجة لتسرب النفط.

## قيادة

### الرئيس
1. ويليام ب. كوان، 1911–1918
2. لورين ج. دريك، 1918
3. ويليام ميريام بيرتون  [لغات أخرى]‏، 1919–1927
4. إدوارد جورج سيوبيرت، 1927–1945
5. ألونزو ويليام بيك، 1945–1955
6. فرانك أوسكار براير، 1955–1958
7. جون إلدريد سويرينجن الابن، 1958–1965
8. د. روبرت تشارلز غونيس، 1965–1974
9. جورج فينسنت مايرز، 1974–1978
10. ريتشارد مارتن مورو، 1978–1983
11. هاري لورانس فولر، 1983–1995
12. ويليام ج. لوري، 1996–1998

### رئيس مجلس الإدارة
1. العقيد روبرت رايت ستيوارت، 1918–1929[15]
2. روبرت إيراستوس ويلسون، 1945–1958
3. فرانك أوسكار براير، 1958–1960
4. جون إلدريد سويرينجن الابن، 1965–1983
5. ريتشارد مارتن مورو، 1983–1991
6. هاري لورانس فولر، 1991–1998

## صورة الشركة

### الشعارات

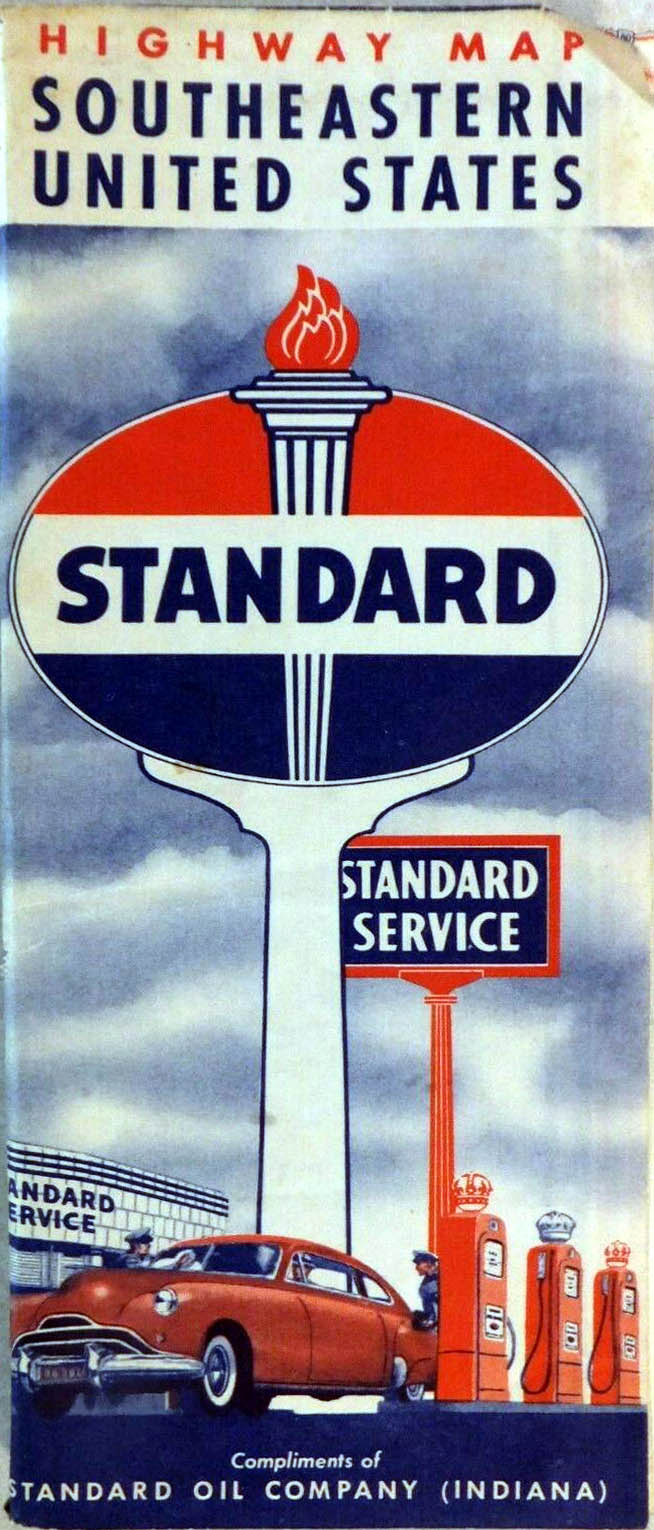
تم استخدام أول شعار "شعلة وبيضاوي" في الفترة من 1947 إلى 1960، هنا على خريطة طريق سريع

تم الكشف عن الشعار الأول لشركة إنديانا ستاندرد في عام 1926، بعد مسابقة. يتضمن الشعار دائرة تمثل القوة والاستقرار والموثوقية، مع عبارة "شركة ستاندرد أويل (إنديانا)" باللون الأحمر. تمثل الدائرة الداخلية دورة الخدمة المقدمة للعملاء. تمت كتابة كلمة الخدمة داخل الدوائر. بالإضافة إلى ذلك، كان الشعار يحتوي أيضًا على شعلة ترمز إلى التقدم. ظهر هذا الشعار على مباني محطات الوقود. كانت علامة جانب الطريق عبارة عن مستطيل أزرق مكتوب عليه "خدمة قياسية" بأحرف كبيرة باللون الأبيض.
في الوقت نفسه، قدمت شركة النفط الأمريكي في عام 1932 شعارًا كان أول شعار يحمل اسم ”أموكو“. كان الشعار عبارة عن قطع ناقص مقسم إلى ثلاثة أقسام أفقيًا؛ كان الجزء العلوي والسفلي باللون الأحمر، وكان الجزء الأوسط بخلفية سوداء وحروف بيضاء. استُخدم هذا الشعار في شمال شرق الولايات المتحدة.
تم تطوير شعار جديد من قبل شركة إنديانا ستاندرد وتم تقديمه في عام 1946. وقد جمع بين شعلة ستاندر وشعار أموكو البيضاوي. كانت ألوان الشعار البيضاوي، من الأعلى إلى الأسفل، الأحمر والأبيض والأزرق. أطلق على الشعار الجديد اسم ”Torch and Oval (T&O)“ (الشعلة والبيضاوي). في أجزاء من البلاد حيث لم تتمكن الشركة من استخدام اسم ”ستاندر“، كان الشعار يحمل اسم ’يوتوكو‘ أو ”بان آم“. عندما تم استبدال اسم ”بان آم“ باسم ”أموكو“، كانت هذه هي المرة الأولى التي يتم فيها استخدام الشعلة والبيضاوي مع اسم أموكو. استمر استخدام الشعار الأحمر والأسود في الشمال الشرقي، وأظهرت الخرائط التي وزعتها أموكو في أواخر الخمسينيات وحتى الستينيات كلا الشعارين.
في عام 1961، أعيد تصميم الشعلة والشكل البيضاوي بشكل بيضاوي أكثر تسطحًا وتصميم شعلة أكثر معاصرة مع شعار يحمل اسم ستاندر أو أمريكي في الولايات المتحدة واسم أموكو خارج الولايات المتحدة.
الشعار المحدث التالي، في عام 1971، تم تحسينه وتحسينه على الشعار السابق. تميزت بقاع أزرق ومصباح أنيق المظهر. بالإضافة إلى ذلك، أصبحت كلمة "ستاندر" مائلة وأكثر سمكًا. تم استخدام هذا من قبل أصحاب المحطات في الغرب الأوسط الذين كان لديهم خيار استخدام اسم أموكو (الأكثر شهرة في الشرق والجنوب) أو استخدام اسم ستاندر الأكثر شهرة. كان أصحابها يستخدمونها حتى تم تحويلها إلى بي بي أو امتياز آخر. في سبعينيات القرن العشرين، تم استخدام كل من علامتي ستاندر وأموكو على المنتجات (مثل خرائط طريق أموكو، وأموكو موتوركلوب، وبطاقة Amaco الائتمانية).
تغيّر شعار أموكو النهائي للشركة ببساطة إلى "أموكو". وتميّز الشعار بالشعلة المألوفة والقطع الناقص المقسوم. استُخدم أيضًا شعار أفقي، يحمل كلمة "أموكو" المائلة، متبوعةً بخطوط أفقية حمراء وبيضاء وزرقاء، مستوحاة من الشكل البيضاوي المقسم لشعار أموكو. استُخدم هذا الشعار بشكل رئيسي على المضخات ومظلات محطات الخدمة.
بعد إعادة العلامة التجارية، تم الاحتفاظ بعلامة أموكو التجارية لفترة من الوقت كعلامة تجارية فرعية لشعار بي بي هيليوس الرئيسي، بشكل أساسي في شكل الشعار الأفقي (المستخدم على اللافتات كعنصر أصغر أسفل شاشات الأسعار)؛ تم استبدال الخلفية السوداء باللون الأخضر، لترمز إلى الشركة الأم الجديدة.
على الرغم من أن بعض محطات أموكو لا تزال تستخدم شعارها السابق، فقد تم تحويل معظمها منذ ذلك الحين إلى شعار بي بي. في سانت لويس بولاية ميسوري، لا تزال علامة أموكو الأكبر في العالم قائمة، قبل وبعد زوال الشركة. يقع عند تقاطع طريق كلايتون، وشارع سكينكر، وشارع ماكوسلاند، والطريق السريع 64 (بالقرب من الزاوية الجنوبية الغربية حديقة الغابة (سانت لويس)، موطن حديقة حيوان سانت لويس، ومتحف سانت لويس للفنون ومعالم جذب بارزة أخرى). يمكن رؤيته على مسافة تصل إلى ميلين على الطريق السريع. تم الاحتفاظ بمعظم محطات أموكو المتبقية حتى تتمكن شركة بي بي من الاستمرار في الاحتفاظ بالعلامات التجارية لـ أموكو وستاندرد.
في مايو 2008، توقفت معظم محطات بي بي في الولايات المتحدة عن استخدام شعار ”أموكو فيولز“ عندما طرحت بي بي علامتها التجارية الجديدة للوقود، ”بنزين بي بي مع إنفيجوريت“. لا تزال بي بي تستخدم العلامتين التجاريتين سيلفر وأموكو ألتيميت لوقودها المتوسط والجيد. بالنسبة لإعادة الإحياء في عام 2017 (انظر أدناه)، حصل شعار أموكو على تحديث جديد وحديث لصورته ”الشعلة والبيضاوي“.

### الرعاية
في الفترة من 1968 إلى 1972، قامت الشركة (باعتبارها شركة نفط أمريكية) برعاية دورية الطرق السريعة الأمريكية (AFP) في منطقة سان دييغو الحضرية كجزء من توسيع محطات الخدمة في جنوب كاليفورنيا. قامت دورية الطرق السريعة الأمريكية بالتجول على الطرق السريعة وساعدت سائقي السيارات ذوي الإعاقة مجانًا، كما قدمت تقارير مرورية من خلال طائرات الهليكوبتر لمحطات الراديو المحلية، وهو ما كان رائدًا في ذلك الوقت. انضم دون لانجفورد، من محطة كيه إف دبليو بي (AM) في لوس أنجلوس، إلى دورية الطرق السريعة الأمريكية في سان دييغو، كمراسل مروري على محطات كوجو–أم – إف إم، وكيه إس أو إن (AM)، وكيه آي تي تي (FM) في سان دييغو، وكي إم إل أو (AM) فيستا.
في عام 1976، قامت شركة أموكو (تحت اسم "ستاندرد") برعاية فعالية سباق بارني أولدفيلد سبيدواي في منتزه ماريوت جريت أميركا الترفيهي في جورني، إلينوي. على الرغم من انتهاء صفقة الرعاية عندما باعت شركة ماريوت الحديقة إلى شركة ستة أعلام في عام 1985، لا يزال من الممكن رؤية شعار ستاندر على جميع سيارات مضمار بارني أولدفيلد السريع (المعروفة الآن باسم حلبة سباق أمريكا العظيمة).
في عام 1988، قاد المتسابق الأسطوري ماريو أندريتي سيارة أموكو ألتيميت لولا/شيفروليه لصالح فريق سباقات نيومان/هاس في سباق إنديانابوليس 500 وخلال الموسم في سلسلة سباقات إندي كار العالمية. حقق أندريتي دعاية رائعة لأموكو من خلال الفوز بسباقات فينيكس وكليفلاند في ذلك العام، وهو جزء من 52 فوزًا في مسيرته في إندي كار. كما ظهر أندريتي في الإعلانات التلفزيونية لشركة أموكو التي تم بثها في أسواق السباق المحلية كجزء من حملة رعاية إندي كار.
قاد ديف بلاني سيارة بونتياك جراند بري / دودج إنتربيد رقم 93 تحت رعاية أموكو في سلسلة كأس ناسكار وسلسلة ناسكار إكسفينيتي من عام 1997 حتى زوال العلامة التجارية في عام 2001.

## الحوادث
في 27 أغسطس 1955، تعرضت مصفاة وايتنج لحريق مدمر عندما انفجر برج المعالجة. استمر الحريق ثمانية أيام، وأتى على 45 فدانًا من خزانات التخزين، وألحق أضرارًا بالمنازل والشركات القريبة. وفي المجمل، قُتل شخصان، وأصيب 40 آخرون، وتم إجلاء 1500 شخص. بحلول العام التالي، تم إصلاح المنشأة وقامت الشركة بشراء جزء كبير من المنطقة المحيطة من أجل التوسع.
في نوفمبر 1978، تم اكتشاف درجات حرارة مرتفعة بشكل غير طبيعي في خزانات الوقود في الطابق السفلي من محطة وقود أموكو في سينتراليا، بنسلفانيا، المملوكة لرئيس البلدية آنذاك جون كودينجتون. وتبين أن المصدر هو حريق المنجم المستمر في المدينة. ولمنع خطر اشتعال الوقود، تم تفريغ البنزين من الخزانات. تم إغلاق محطة الوقود في ديسمبر 1979، وتم هدمها في 9 نوفمبر 1981.
في 16 مارس 1978، غرقت ناقلة النفط الخام الضخمة أموكو كاديز على الشاطئ شمال لاندونفيز، فينيستير، بريتاني، فرنسا، مما تسبب في واحدة من أكبر الانسكابات النفطية في التاريخ. في عام 1990، أصدر القاضي الفيدرالي تشارلز نورجل ‏ حكمًا يقضي بإلزام شركة أموكو بدفع 120 مليون دولار كتعويضات وتعويضات لفرنسا.
في 21 أكتوبر 1980، أدى انفجار في مصنع أموكو في نيو كاسل بولاية ديلاوير إلى مقتل ستة أشخاص وتسبب في أضرار بالممتلكات بلغت قيمتها 46 مليون دولار، وأدى في النهاية إلى فقدان 300 وظيفة.
في ثمانينيات وتسعينيات القرن العشرين، أصيب ستة مهندسين كيميائيين سابقين في شركة أموكو، في مركز الأبحاث التابع للشركة في نابرفيل بولاية إلينوي، بنوع قاتل من سرطان المخ. توصل باحثون أجروا دراسة استمرت ثلاث سنوات لمجموعة من حالات السرطان إلى أن حالات السرطان مرتبطة بمكان العمل، لكنهم لم يتمكنوا من تحديد مصدر أمراض العمال. في يونيو 2010، قامت شركة بي بي بهدم المبنى 503، الذي كان يعمل فيه الموظفون. ووفقا لمتحدث باسم الشركة، فإن المبنى كان "غير مستغل بشكل كاف"، و"يحتاج إلى ترقيات اعتبرتها الشركة باهظة التكلفة". فاز ورثة أحد العمال المصابين بالسرطان بدعوى قضائية بقيمة 2.75 مليون دولار ضد شركة بي بي أموكو في عام 2000.

## إعادة إطلاق العلامة التجارية
أُعلن في 10 أكتوبر 2017 أن شركة بي بي ستعيد اسم أموكو، بعد غياب دام ما يقرب من عقد من الزمان. وقالت شركة "بي بي" إن المحطة الأولى سوف تستأنف العمل في عام 2017. وكان الهدف من إعادة إطلاق الاسم هو الاستحواذ على المزيد من صناعة الوقود في الولايات المتحدة.
وعلى هذا النحو، وبصرف النظر عن محطة سانت لويس المذكورة أعلاه والتي تحمل علامة أموكو الكبيرة فضلاً عن عدد قليل من الحالات المعزولة الأخرى، فإن معظم محطات أموكو الأحدث تم تحويلها من العلامات التجارية المنافسة وليس من شركة بي بي.[بحاجة لمصدر]
وبما أن ثلاث من شركات النفط الكبرى المنافسة لشركة بي بي كانت تبيع البنزين تحت علامات تجارية متعددة كانت في السابق متنافسة (إكسون موبيل مع إكسون وموبيل، وشيفرون مع علامتها التجارية التي تحمل الاسم نفسه وتكساكو، وفيليبس 66 مع علامتها التجارية التي تحمل الاسم نفسه، كونوكو، و76)، فقد أصبح هذا شركة شل للنفط هي شركة النفط الكبرى الوحيدة التي تبيع البنزين تحت علامة تجارية واحدة.
تم إعادة تسمية العديد من محطات الخليج إلى محطات أموكو في لونغ آيلاند، نيويورك، بدءًا من نوفمبر 2017.
عادت العلامة التجارية أموكو إلى سوق بيتسبرغ في خريف عام 2020، عندما أعلنت شركة أسواق كوين المحلية عن صفقة تسويقية مع شركة بي بي لبيع البنزين الذي يحمل العلامة التجارية أموكو في جميع مواقع تقديم الوقود الخاصة بها. وبما أن معظم متاجر كوين كانت تبيع بالفعل بنزين بي بي (مع وجود عدد قليل منها في محطات أموكو قبل بي بي)، فقد كان هذا بمثابة أكبر تحول من بي بي إلى أموكو منذ إعادة تقديم العلامة التجارية، على الرغم من أن بعض محطات كوين كانت تبيع أيضًا إكسون، وسونوكو، وسيتجو قبل الصفقة. ورغم أن الصفقة لم تؤثر على شركة بي بي ككل، حيث خسرت بي بي العديد من المحطات في السوق لصالح شركة ماراثون بتروليوم قبل سنوات، فقد أدت في الأساس إلى تقليص علامة بي بي التجارية إلى محطات 7-إلفن في السوق فضلاً عن عدد قليل من المشغلين المستقلين.
بعد الاستحواذ على مراكز السفر الأمريكية في مايو 2023، بدأت شركة بي بي في تحويل جميع المضخات إلى العلامة التجارية بي بي أو أموكو. في فبراير 2024، كان هناك 675 محطة وقود أموكو في الولايات المتحدة. في مايو 2025، سيكون لدى أموكو 900 محطة في جميع أنحاء الولايات المتحدة.

## وصلات خارجية
- محطات وقود أموكو على موقع بي بي
- مسؤول في شركة أموكو (مؤرشف، 14 ديسمبر 1996)
- تاريخ أموكو على بي بي (مؤرشف، 22 مارس 2007)